# Eurosystème

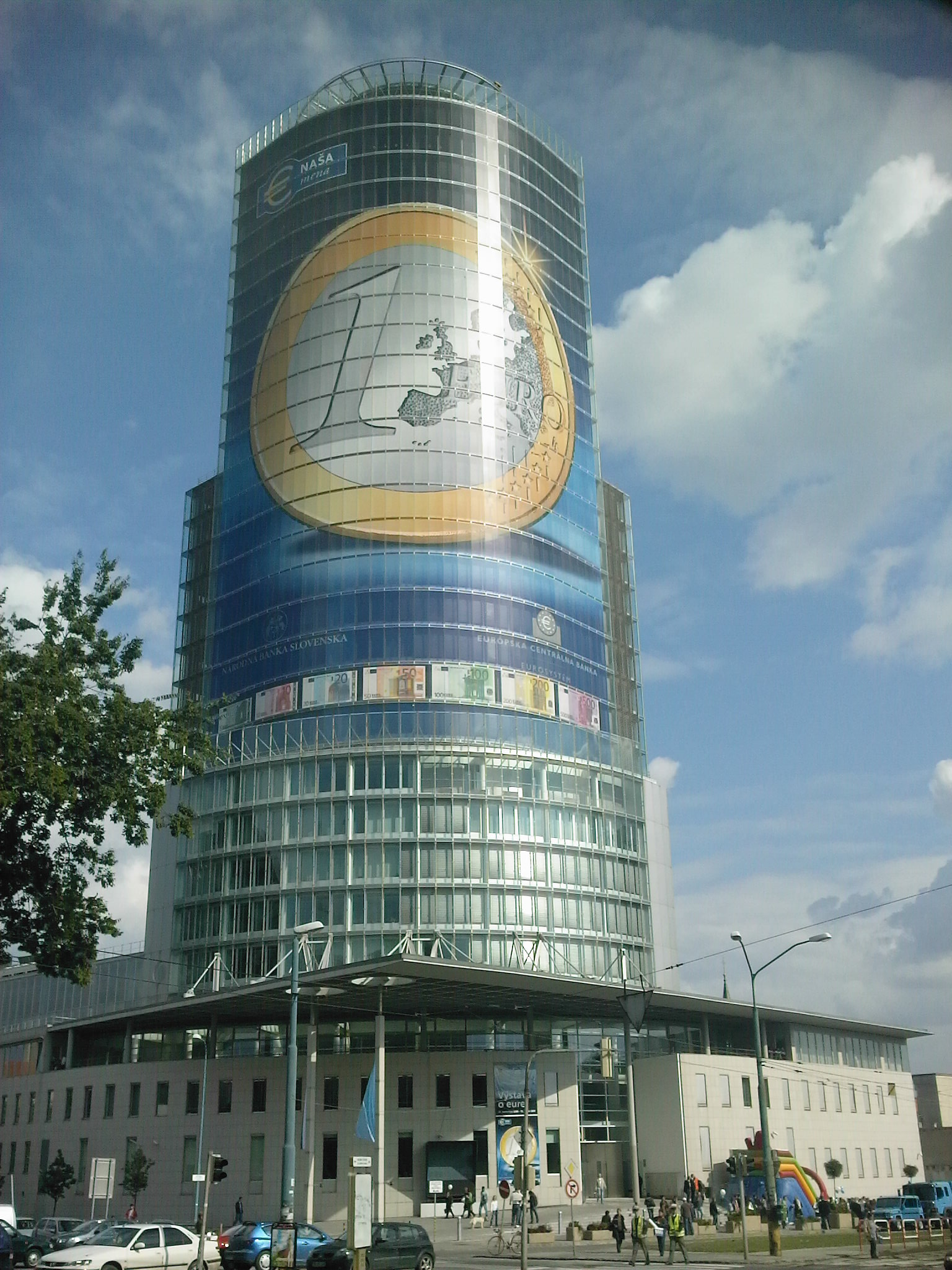
La banque de Slovaquie arborant la pièce d'un euro lors du passage à l'euro de ce pays

L'Eurosystème est un organe de l’Union européenne, qui regroupe la Banque centrale européenne (BCE) et les banques centrales nationales (BCN) des États membres de l'Union européenne ayant adopté l'euro. C'est l'autorité monétaire de la zone euro.
L'Eurosystème fait partie du Système européen de banques centrales (SEBC), qui rassemble la BCE ainsi que les banques centrales nationales des pays de l'Union européenne, y compris ceux n'ayant pas adopté l'euro.
Dès lors que tous les États membres de l'UE auront adopté la monnaie unique, SEBC et Eurosystème coïncideront exactement.

## Membres actuels
| Membre           | Banque centrale représentante                            | Site officiel            |
| ---------------- | -------------------------------------------------------- | ------------------------ |
| Union européenne | Banque centrale européenne (BCE)                         | www.ecb.int              |
| Allemagne        | Deutsche Bundesbank                                      | www.bundesbank.de        |
| Autriche         | Oesterreichische Nationalbank                            | www.oenb.at              |
| Belgique         | Banque Nationale de Belgique / Nationale Bank van België | www.bnb.be               |
| Chypre           | Banque centrale de Chypre / Κεντρική Τράπεζα της Κύπρου  | www.centralbank.cy       |
| Croatie          | Banque nationale de Croatie / Hrvatska narodna banka     | www.hnb.hr               |
| Espagne          | Banco de España                                          | www.bde.es               |
| Estonie          | Eesti Pank                                               | www.eestipank.ee         |
| Finlande         | Suomen Pankki / Finlands Bank                            | www.bof.fi               |
| France           | Banque de France                                         | www.banque-france.fr     |
| Grèce            | Τράπεζα της Ελλάδος / Bank of Greece                     | www.bankofgreece.gr      |
| Irlande          | Central Bank & Financial Services Authority of Ireland   | www.centralbank.ie       |
| Italie           | Banca d’Italia                                           | www.bancaditalia.it      |
| Lettonie         | Latvijas Banka                                           | www.bank.lv              |
| Lituanie         | Banque de Lituanie                                       | www.lb.lt                |
| Luxembourg       | Banque centrale du Luxembourg                            | www.bcl.lu               |
| Malte            | Central Bank of Malta / Bank Ċentralita’ Malta           | www.centralbankmalta.org |
| Pays-Bas         | De Nederlandsche Bank                                    | www.dnb.nl               |
| Portugal         | Banco de Portugal                                        | www.bportugal.pt         |
| Slovaquie        | Národná banka Slovenska                                  | www.nbs.sk               |
| Slovénie         | Banka Slovenije                                          | www.bsi.si               |

## Sources